# Colostygia ruficinctaria
Colostygia ruficinctaria är en fjärilsart som beskrevs av Achille Guenée 1858. Colostygia ruficinctaria ingår i släktet Colostygia och familjen mätare. Inga underarter finns listade i Catalogue of Life.